# Leicester (Vermont)
Leicester város az USA Vermont államában, Addison megyében. Lakosainak száma 990 fő (2020. április 1.).

## Népesség
A település népességének változása:

| 2010 | 1 100 |
| 2020 | 990   |